# Elaphria subrubens
Elaphria subrubens är en fjärilsart som beskrevs av Achille Guenée 1852. Elaphria subrubens ingår i släktet Elaphria och familjen nattflyn. Inga underarter finns listade i Catalogue of Life.